# James Murray (biologiste)
Pour les articles homonymes, voir James Murray et Murray.
James Murray est un biologiste et explorateur britannique, né le 21 juillet 1865 à Glasgow et mort en février 1914 sur la glace de la mer des Tchouktches.

## Explorateur et scientifique
En 1902, Murray tient le rôle d'assistant auprès de son homonyme, l'océanographe John Murray avec lequel il réalise des relevés bathymétriques du fond de lochs écossais et effectue aussi des études biologiques : il décrit 113 espèces de rotifères et 66 de tardigrades.
En 1907, il participe à l'expédition Nimrod sous la direction d'Ernest Shackleton : il appartient alors à l'équipe terrestre. Il co-écrit ensuite un ouvrage relatant cette aventure, publié en 1913 sous le titre Antarctic Days, avec George Edward Marston qui appartient également à l'expédition.
En 1911, Murray part explorer et cartographier la jungle amazonienne dans la région frontalière entre le Pérou et la Bolivie ; il est accompagné de Percy Fawcett, Henry Costin et Henry Manley. Mais il supporte mal les rigueurs du climat tropical, et Fawcett est contraint de modifier les projets de l'expédition afin de le faire évacuer. Il est d'abord soigné dans une région reculée du Tambopata au Pérou, puis parvient à rejoindre La Paz en 1912, où il apprend qu'on le croyait mort. Murray juge alors que Fawcett n'a pas eu un comportement convenable à son égard, au point qu'il envisage de le poursuivre en justice ; toutefois, il en est dissuadé par ses amis de la Royal Geographical Society.
En juin 1913, Murray rejoint l'expédition arctique canadienne, qui devient tristement célèbre à cause du naufrage du Karluk. Murray se révolte contre l'inaction de son capitaine et abandonne le navire pour partir à pied sur la glace en compagnie de trois autres hommes : leurs corps n'ont jamais été retrouvés.

## Dans la culture populaire
Murray a été interprété par Angus Macfadyen dans le film The Lost City of Z (2016), qui met en scène sa participation à l'expédition de 1911 dans la jungle amazonienne.